# St. Petri (Burg)

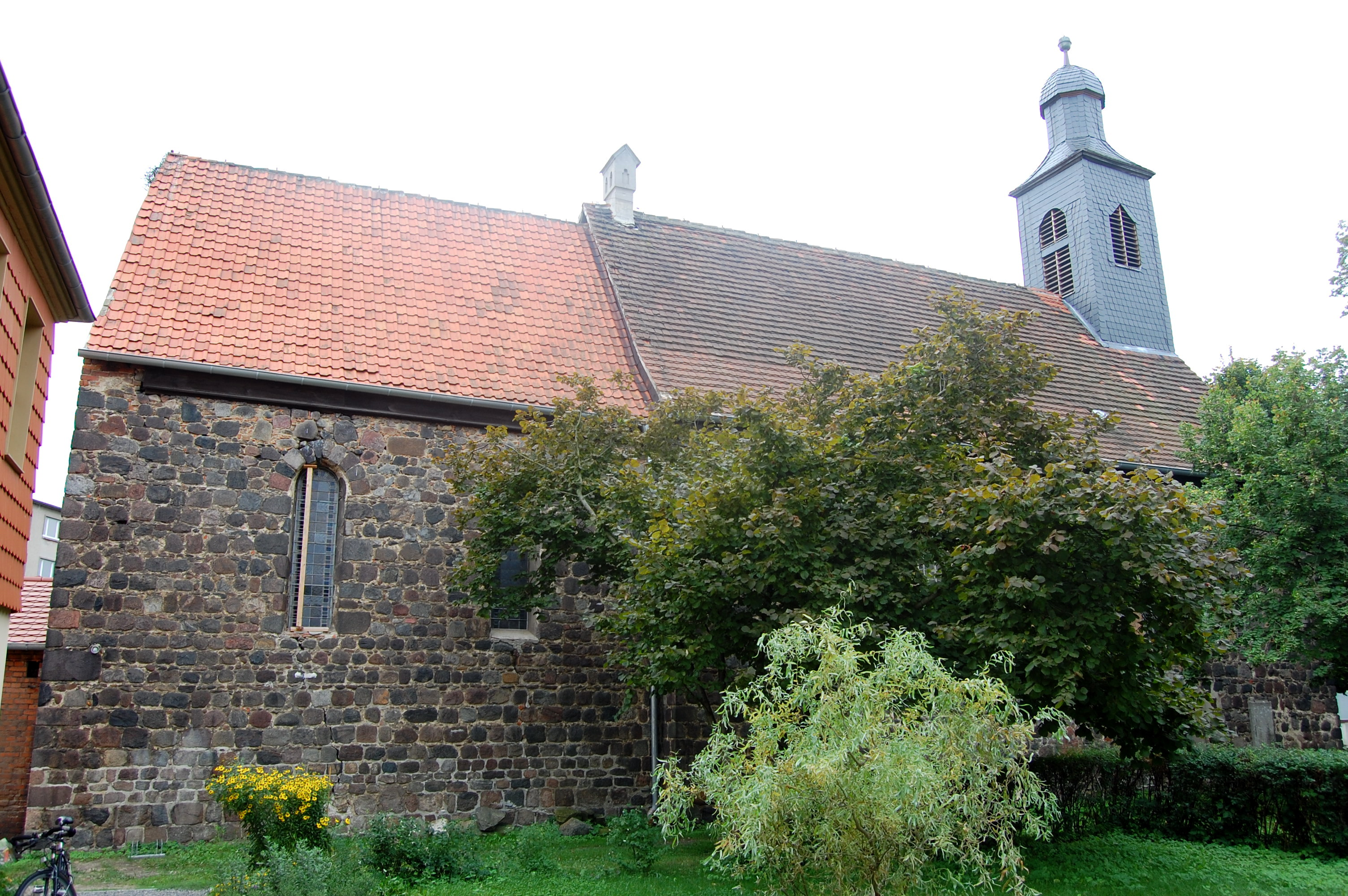
Sankt-Petri-Kirche, 2010

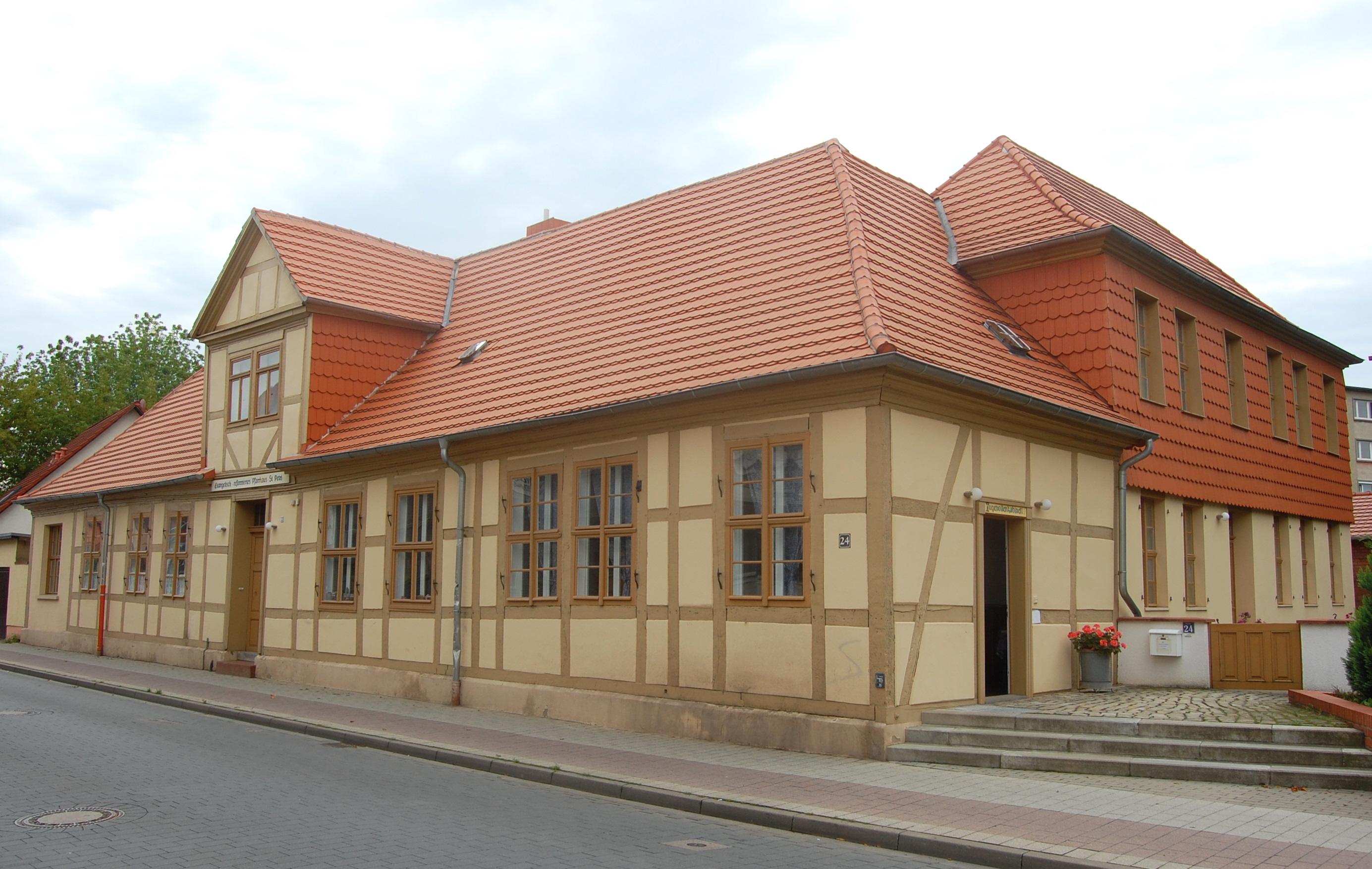
Pfarrhaus

Sankt Petri ist eine evangelisch-reformierte Kirche in Burg in Sachsen-Anhalt.

## Geschichte und Architektur
Das aus Feldsteinen errichtete Gebäude entstand bereits im frühen 13. Jahrhundert. Eine erste urkundliche Erwähnung ist aus dem Jahr 1355 überliefert. Nach der Reformation wurde die Kirche zunächst nicht genutzt und wurde wüst. Ab 1674 diente sie als Brauerei. Im Jahr 1691 begann die Nutzung als reformierte Kirche. In dieser Zeit entstand der noch heute vorhandene quadratische Dachreiter mit Laterne, achteckiger Haube und geschweiftem Helm. In der östlichen Wand des Chors befindet sich eine dreiteilige Fenstergruppe, wobei das mittlere Fenster vermauert ist.
Die Sakristei im neogotischen Stil entstand wohl 1881/1882 im Zuge einer Instandsetzung des Gesamtgebäudes. Sie wurde östlich des Chors als Anbau angefügt. In dieser Zeit wurde das Kircheninnere erneuert. Insbesondere wurde das ehemalige Nordportal zu einem Fenster umgebaut und der westliche Eingang geschaffen. Die Fensterlaibungen wurden mit Backsteinen erneuert, wobei die Fenster bereits zuvor etwas spitzbogig waren.
Das Kircheninnere ist flachgedeckt. Die Ausstattung ist einheitlich im neogotischen Stil aus der Zeit um 1880 erhalten. Der Altarblock befindet sich vor dem Triumphbogen. Vor der Ostwand des Chors steht eine polygonale Kanzel, die über kleine Ecksäulen am Kanzelkorb und der Stütze verfügt. Neben der Kanzel sind im spätklassizistischen Stil gestaltete Medaillonreliefs des Kurfürsten Friedrich Wilhelm und des preußischen Königs Friedrich I. befestigt. Die in der Kirche befindliche Hufeisenempore steht auf gusseisernen Säulen mit Würfelkapitellen.
Die Orgel wurde 1882 von Wilhelm Sauer aus Frankfurt (Oder) gebaut. Bemerkenswert ist ein Epitaph für den 1758 verstorbenen Samuel Otto. In der Kirche befindet sich auch ein barocker Inschriftengrabstein aus dem Jahr 1711. Ein ähnlicher Grabstein von 1750 steht außen.
Am 8. Mai 2024, dem Tag der Befreiung vom Nationalsozialismus, wurde die Kirchmauer der entlang der Bruchstraße und Franzosenstraße mit der Aufschrift „8. Mai – Wir feiern nicht“ sowie der Zahl 88 (Kodierung für Heil Hitler) versehen. Zudem wurden 13 schwarze Holzkreuze vor der Mauer entlang der Franzosenstraße aufgestellt, auf denen unter anderem in weißer Schrift „Mord, Vertreibung, Vergewaltigung“ stand.